# غليزا 581
غلييزا 581 (بالإنجليزية: Gliese 581، تلفظ /ˈɡli:zə/)‏، هو نجم قزم أحمر ذو تصنيف نجمي M3V، يقع على بعد 20.3 سنة ضوئية من الأرض. تقدر كتلته بثلث كتلة الشمس، ويعد في الترتيب 87 من النظام النجمي الأقرب للشمس. اقترحت المراقبات أن لهذا النجم ستة كواكب على الأقل: غليزا 581 بي، غليزا 581 سي، غليزا 581 دي، وغليزا 581 إي، غليزا 581 أف، غليزا 581 جي.

## اقرأ أيضا
- نجم برنارد
- وولف 359
- قزم أحمر
- قائمة أقرب النجوم إلينا
- واي زد قيطس